# Краянув
Краянув (пол. Krajanów, нім. Krainsdorf) — село в Польщі, у гміні Нова Руда Клодзького повіту Нижньосілезького воєводства.
Населення — 120 осіб (2011).
У 1975-1998 роках село належало до Валбжиського воєводства.

## Демографія
Демографічна структура станом на 31 березня 2011 року:
|          | Загалом | Допрацездатний вік | Працездатний вік | Постпрацездатний вік |
| -------- | ------- | ------------------ | ---------------- | -------------------- |
| Чоловіки | 65      | 15                 | 47               | 3                    |
| Жінки    | 55      | 11                 | 29               | 15                   |
| Разом    | 120     | 26                 | 76               | 18                   |